# Grand Prix Pascuas
Le Grand Prix Pascuas est une ancienne course cycliste espagnole disputée à Pampelune (Pays basque).
Organisé de 1924 à 1983, il a connu 52 éditions. Le coureur espagnol Domingo Perurena y détient le record de victoires avec six succès.

## Palmarès
| Année     | Vainqueur                     | Deuxième          | Troisième             |
| 1983      | Alfonso Gutiérrez             |                   |                       |
| 1982      | Faustino Rupérez              |                   |                       |
| 1981      | Juan Fernández Martín         |                   |                       |
| 1980      | Enrique Martínez              |                   |                       |
| 1979      | Manuel Esparza                |                   |                       |
| 1978      | Domingo Perurena              |                   |                       |
| 1977      | José Antonio González Linares |                   |                       |
| 1976      | Domingo Perurena              |                   |                       |
| 1975      | Miguel María Lasa             | Domingo Perurena  | Jean-Jacques Fussien  |
| 1974      | Domingo Perurena              |                   |                       |
| 1973      | Jesús Esperanza               |                   |                       |
| 1972      | Santiago Lazcano              |                   |                       |
| 1971      | Domingo Perurena              |                   |                       |
| 1970      | Luis Zubero                   |                   |                       |
| 1969      | Domingo Perurena              |                   |                       |
| 1968      | Domingo Perurena              |                   |                       |
| 1967      | José Antonio Momeñe           |                   |                       |
| 1966      | Juan José Sagarduy            |                   |                       |
| 1965      | Carlos Echeverría             |                   |                       |
| 1964      | Luís Otaño                    |                   |                       |
| 1963      | Juan José Sagarduy            |                   |                       |
| 1962      | José Segú                     |                   |                       |
| 1961      | Vicente Iturat                |                   |                       |
| 1959      | Antonio Bertran               |                   |                       |
| 1958      | Bernardo Ruiz                 |                   |                       |
| 1957      | René Marigil                  |                   |                       |
| 1956      | Miguel Bover                  |                   | José Escolano Sanchez |
| 1955      | Vicente Iturat                |                   |                       |
| 1954      | Andrés Trobat                 |                   |                       |
| 1953      | Mariano Corrales              | Vicente Iturat    | Alberto Sant          |
| 1952      | Antonio Gelabert              |                   |                       |
| 1951      | Alberto Sant                  | Jaime Coscolluela | Jaime Montana Pascual |
| 1950      | Jorge Vallmitjana             | Victorio García   |                       |
| 1949      | José Serra Gil                |                   |                       |
| 1948      | Miguel Poblet                 |                   |                       |
| 1947      | Miguel Gual                   |                   |                       |
| 1946      | Dalmacio Langarica            |                   | José Escolano Sanchez |
| 1945      | Ignacio Orbaiceta             |                   |                       |
| 1944      | Ignacio Orbaiceta             |                   |                       |
| 1943      | José Lahoz                    |                   |                       |
| 1942      | Ignacio Orbaiceta             |                   |                       |
| 1941      | José Lahoz                    |                   |                       |
| 1940      | Federico Ezquerra             |                   |                       |
| 1937-1939 |                               |                   |                       |
| 1936      | Antonio Escuriet              |                   |                       |
| 1935      | Paul Larrouy                  |                   |                       |
| 1931-1934 |                               |                   |                       |
| 1930      | Vicente Trueba                |                   |                       |
| 1929      | Francisco Cepeda              |                   |                       |
| 1928      | Luciano Montero               |                   |                       |
| 1927      | Luciano Montero               |                   |                       |
| 1926      | Jesus Garcia                  |                   |                       |
| 1925      | Domingo Gutierrez             |                   |                       |
| 1924      | Remigio Lorono                |                   |                       |